# Isla Tavşan
La Isla Tavşan (en turco: Tavşan Adası; que significa "Isla Conejo"; en griego: Νέανδρος Neandros, el nombre de una figura mitológica) es la más pequeña de las Islas Príncipe en el Mar de Mármara, al sureste de Estambul, Turquía. Se encuentra bajo la administración del distrito Adalar (literalmente "islas") de la Provincia de Estambul. La isla tiene una superficie de 0,004 kilómetros cuadrados (0,0015 millas cuadradas).